# Isobactrus setosus
Isobactrus setosus är en kvalsterart som först beskrevs av Lohmann 1889.  Isobactrus setosus ingår i släktet Isobactrus och familjen Halacaridae. Arten är reproducerande i Sverige. Inga underarter finns listade i Catalogue of Life.